# Західний Сіккім
Західний Сіккім — округ індійського штату Сіккім. Адміністративним центром округу є невелике поселення Ґейзінґ (Ґезінґ або Ґ'яльсінґ). Інші значні поселення округу — Пеллінґ і Джоретанґ.
Округ характеризується великим різноманіттям флори і фауни. Клімат більшої частини округу помірний, його територія вкрита пагорбами. На висотах понад 3800 м над рівнем моря ростуть великі рододендронові ліси.
На території округу розташована перша столиця Сіккіму — Юксом, що служила столицею протягом приблизно 28 років, та руїни його другої столиці, Рабденце. Протягом значної частини історії округ знаходився під непальською окупацією, проте з його поверненням в ході Англо-непальської війни він остаточно залишився від владою Сіккіму.
Населення округу переважно непальського походження. Інші етнічні групи включають лепча і бхутія. Найпоширеніша мова спілкування — непальська.

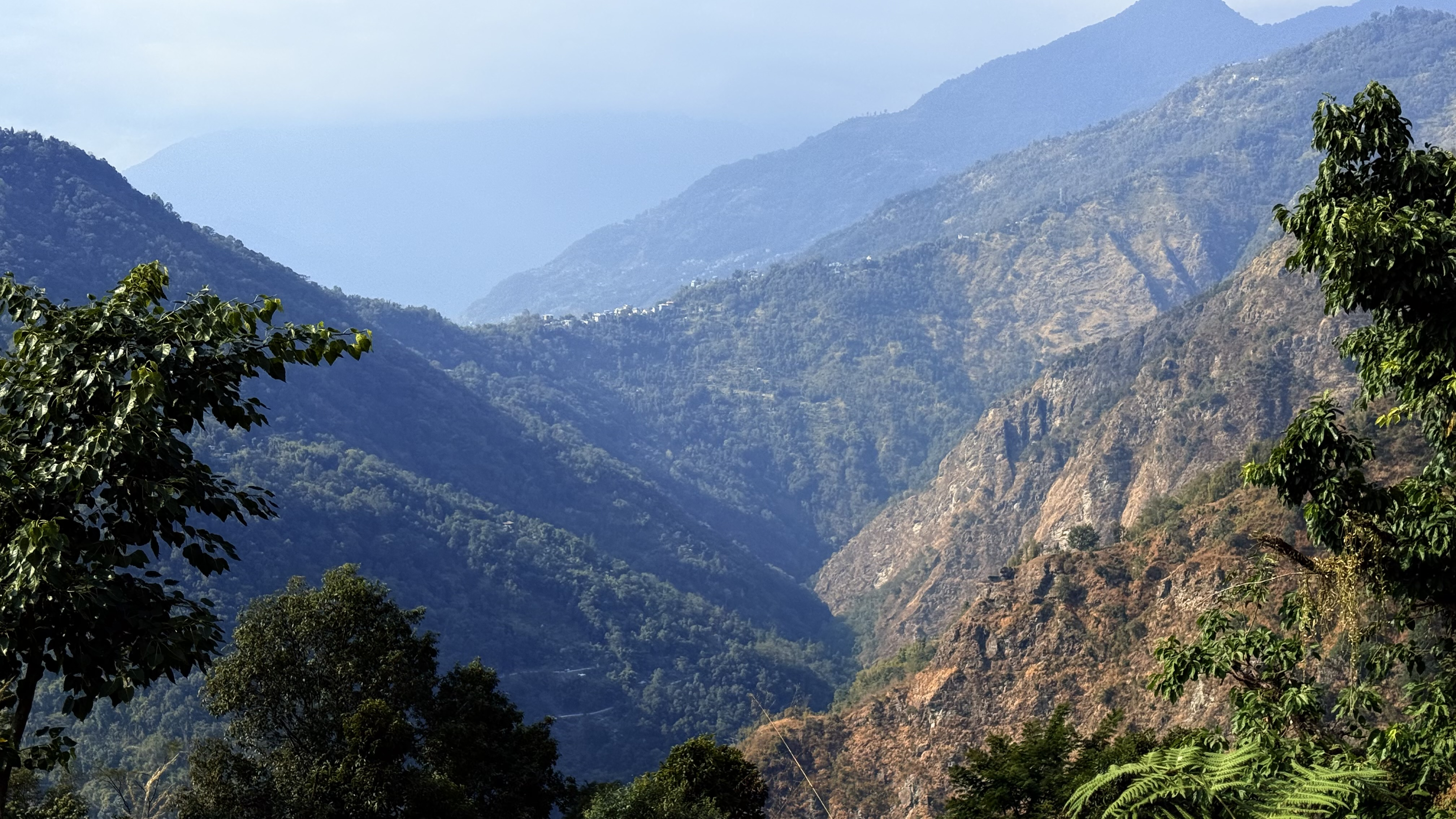
Кольорові кам'яні барельєфи в монастирі Тасідінґ

Економіка округу переважна аграрна, хоча більша частина території дуже гірська та камениста. Округ популярний серед любителів треккінгу через велике число високогірних маршрутів. В окрузі розташовано кілька гідроелектростанцій, що повністю забезпечують його електроенергією. Дорожня мережа в поганому стані через гірський рельєф та часті зсуви.